# Graphium antiphates
Graphium antiphates är en fjärilsart som först beskrevs av Pieter Cramer 1775.  Graphium antiphates ingår i släktet Graphium och familjen riddarfjärilar. Inga underarter finns listade i Catalogue of Life.

## Bildgalleri

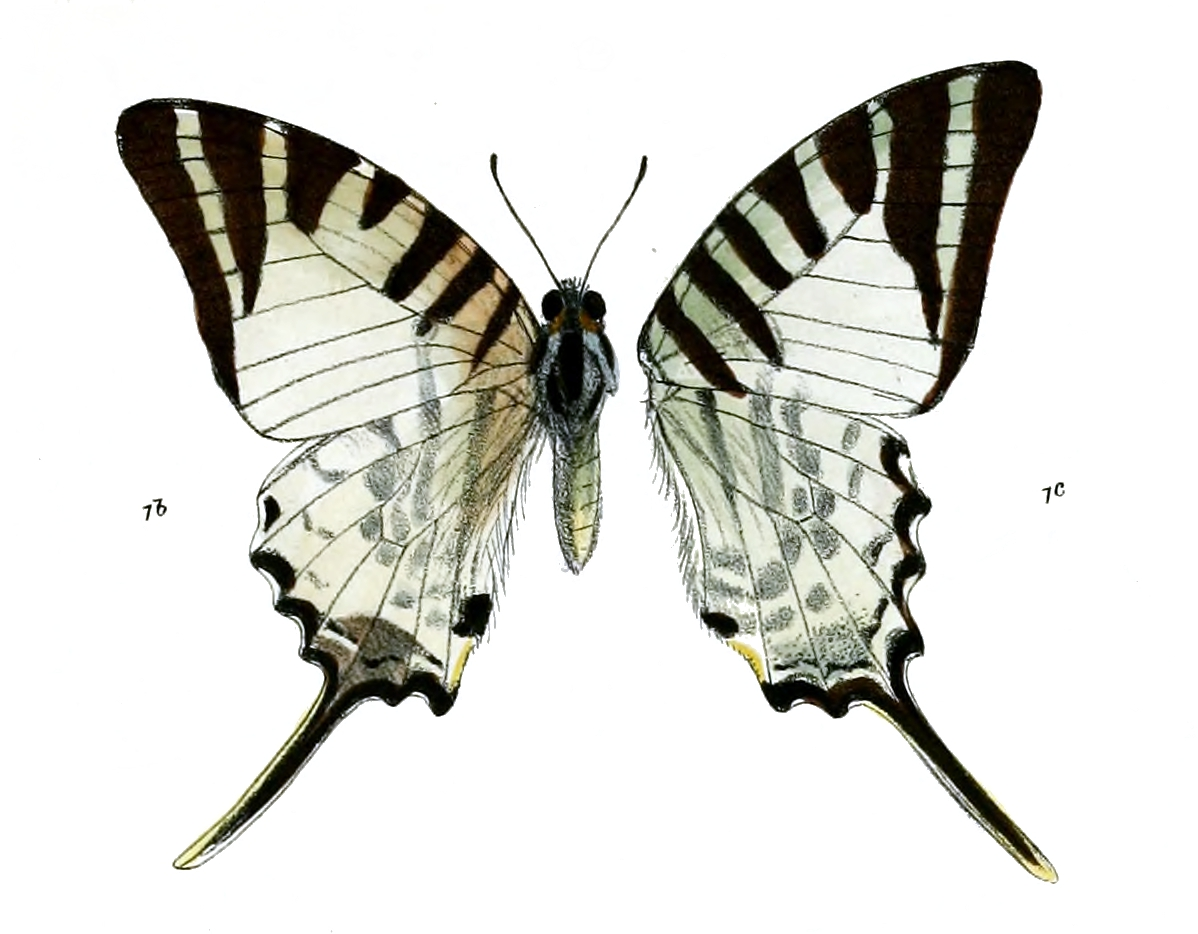
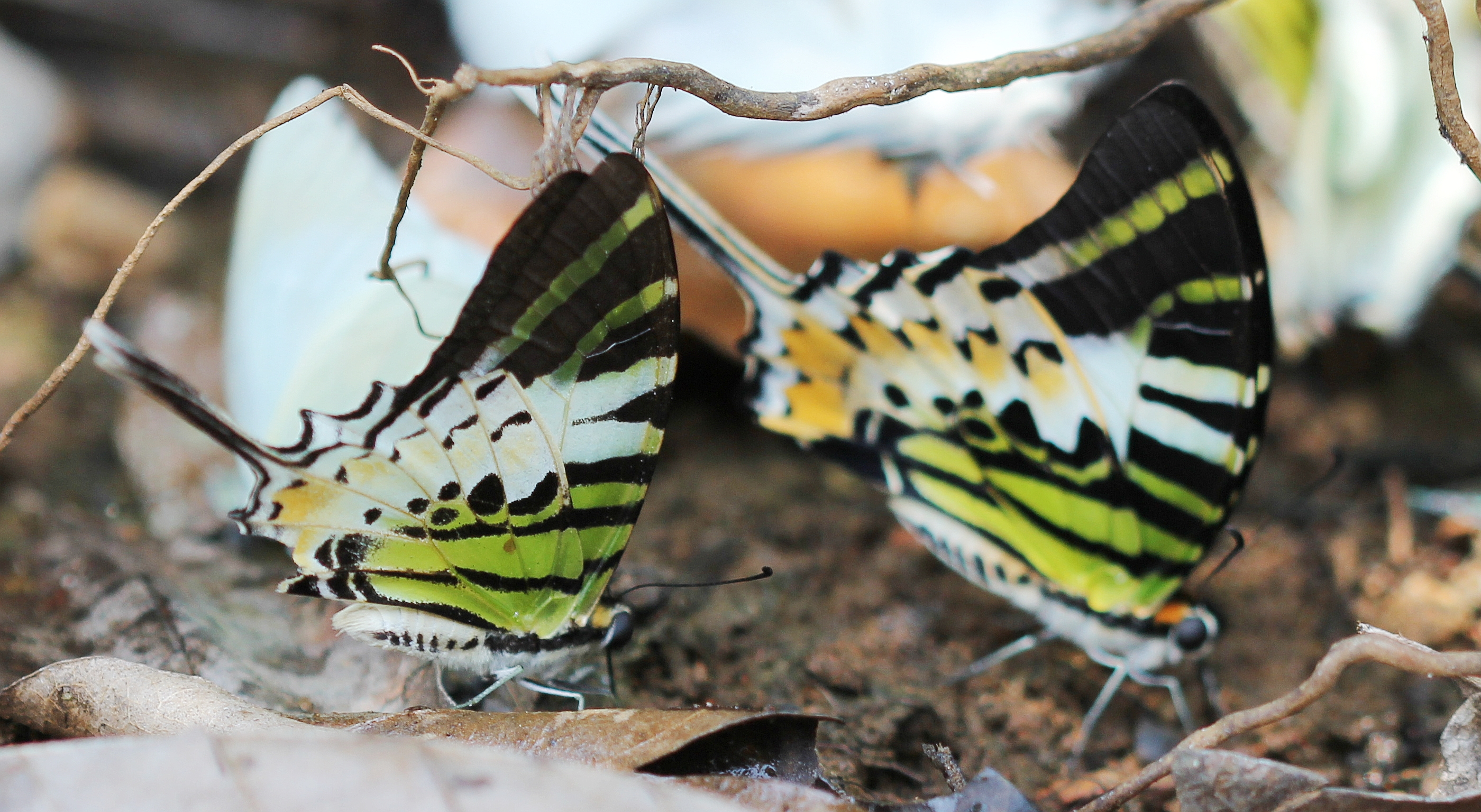
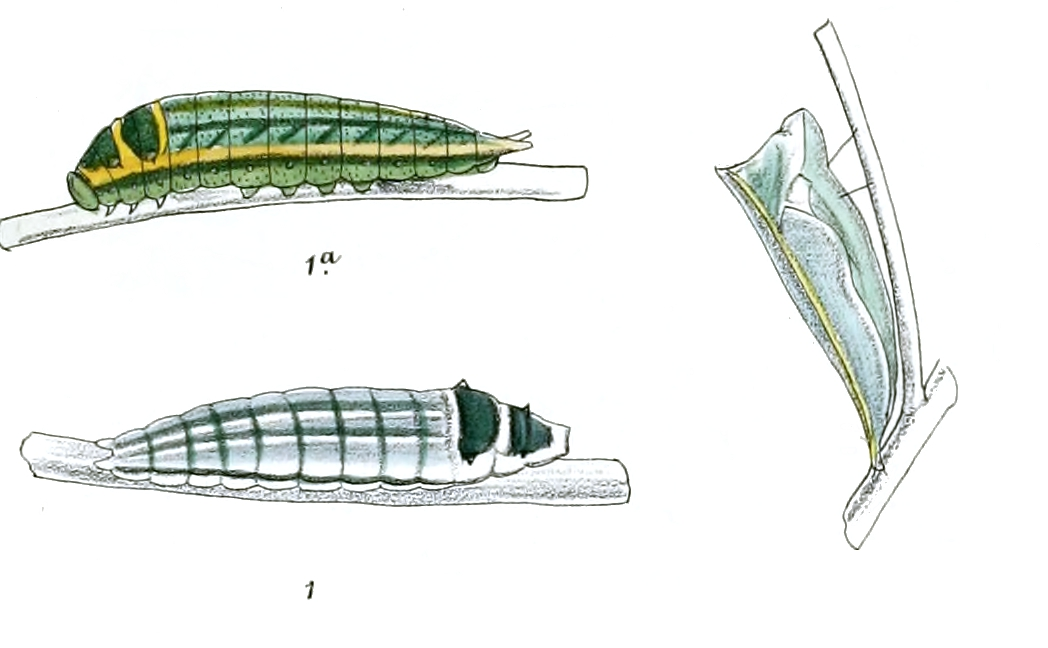
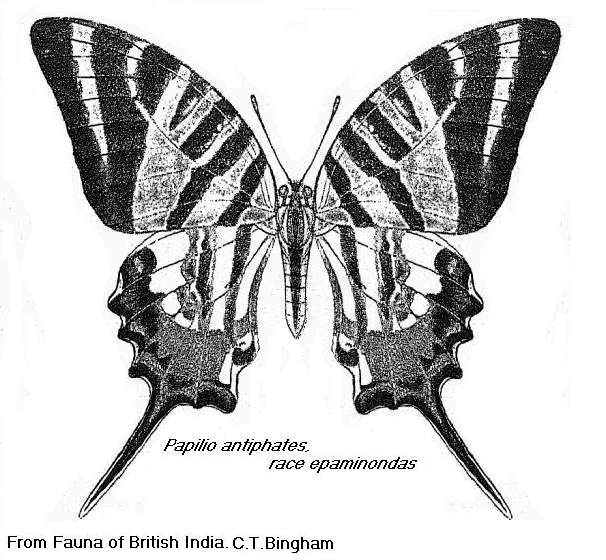
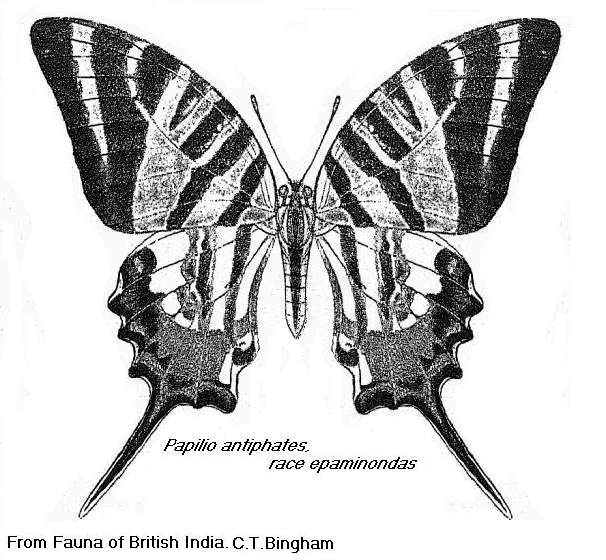
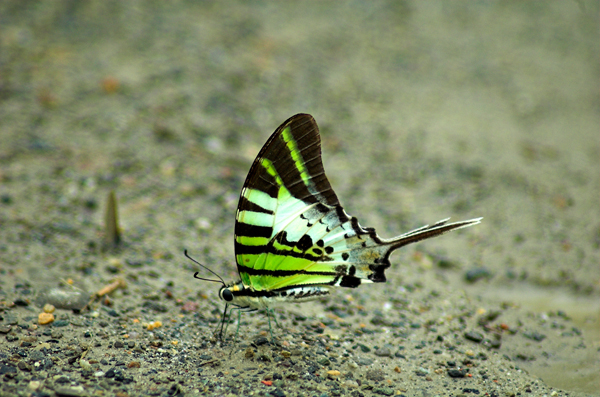